# Michele Merkin
Michele Merkin (San Francisco, 27 november 1975) is een Amerikaans actrice, glamourmodel en tv-presentatrice.
Michele Merkin werd geboren met een Zweedse en Joods-Russische afkomst, als het jongste kind en het enige meisje van de vier kinderen. Ze ging naar kostschool in Engeland. Haar Zweedse moeder was al 20 jaar model en heeft onder andere in de catalogus van Victoria's Secret in 1977 gestaan.
Vanaf haar 15e begon Michele Merkin met modelleren. Ze ging naar de Universiteit van Californië om daar medicijnen te studeren. In het eerste jaar is zij daarmee gestopt om professioneel model te worden.
Als model heeft zij gestaan in bladen zoals de Elle, Marie Claire, Harper's Bazaar en Vogue. Ook was zij te zien in meer dan 60 reclames, waaronder die voor Clairol en voor het videospel Perfect Dark.
In juni 2005 begon Merkin met het presenteren van tv-programma's. Het eerste programma heette Foody Call, dit presenteerde zij samen met Rossi Morreale. Ook presenteerde zij The Next Best Thing, Sand Blasters III: The Extreme Sand Sculpting Championship en Party Monsters Cabo.